# Jamie Blanks
Jamie Blanks (1961) è un regista australiano di film horror.
Le sue opere principali sono Urban Legend (1998) e Valentine - Appuntamento con la morte (2001), che vede come protagonista l'attrice Denise Richards.
Blanks utilizza classici cliché del proprio mestiere. Il discreto successo ottenuto da Urban Legend risiede secondo alcuni nell'abile sceneggiatura e nell'idea piuttosto originale che sta alla base del film.
È anche un noto compositore per film horror.

## Filmografia

### Regista
- Urban Legend (1998)
- Valentine - Appuntamento con la morte (Valentine) (2001)
- Long Weekend (2008)